# هيلموت كاسنر
هيلموت كاسنر (بالألمانية: Helmut Kassner)‏ هو متسابق دراجات نارية ألماني. نافس في سباقات بطولة العالم لفئة 500 سي سي.